# James Macdonald (regista)
James Macdonald (1958) è un regista teatrale britannico.

## Biografia
Dopo gli studi ad Oxford e alla Scuola internazionale di teatro Jacques Lecoq, Macdonald fu regista associato del Royal Court Theatre di Londra dal 1992 al 2006. Qui diede vita a un proficuo sodalizio artistico con Sarah Kane, dirigendo le prime di Blasted (1995), Cleansed (1998) e, dopo il suicidio della drammaturga, di 4.48 Psychosis (1999). Dopo aver lavorato con il Royal Court Theatre, Macdonald cominciò a lavorare anche a New York e nel West End londinese. Per la sua attività ha vinto l'Evening Standard Theatre Award e l'Obie Award.

## Teatro (parziale)
- Pene d'amor perdute di William Shakespeare. Royal Exchange di Manchester (1992)
- Blasted di Sarah Kane. Royal Court Theatre di Londra (1995)
- Cleansed di Sarah Kane. Royal Court Theatre di Londra (1998)
- Il trionfo dell'amore di Pierre de Marivaux. Almeida Theatre di Londra (1998)
- 4.48 Psychosis. Royal Court Theatre di Londra (1999)
- La tempesta di William Shakespeare. The Pit di Londra (2000)
- Phaedra's Love di Sarah Kane. Royal Court Theatre di Londra (2001)
- Troilo e Cressida di William Shakespeare. Schaubühne di Berlino (2005)
- Esuli di James Joyce. National Theatre di Londra (2006)
- A Number di Caryl Churchill. New York Theatre Workshop dell'Off-Broadway (2006)
- Glengarry Glen Ross di David Mamet, con Jonathan Pryce. Apollo Theatre di Londra (2007)
- Top Girls di Caryl Churchill. Samuel J. Friedman Theatre di Broadway (2009)
- Cock di Mike Bartlett, con Andrew Scott. Royal Court Theatre di Londra (2009)
- John Gabriel Borkman di Henrik Ibsen, con Alan Rickman. Abbey Theatre di Dublino, Brooklyn Academy of Music di New York (2010)
- Un equilibrio delicato di Edward Albee, con Imelda Staunton. Almeida Theatre di Londra (2011)
- Re Lear di William Shakespeare. Public Theater dell'Off-Broadway (2011)
- Circle Mirror Transformation di Annie Baker, con Imelda Staunton. Royal Court Theatre di Londra (2013)
- Il padre di Florian Zeller, trad. di Christopher Hampton. Kiln Theatre e Wyndham's Theatre di Londra (2014-2016)
- Le Baccanti di Euripide, trad. di Anne Carson, con Ben Whishaw. Almeida Theatre di Londra (2015)
- Settimo cielo di Caryl Churchill. Linda Goss Theatre dell'Off-Broadway (2015)
- The Children di Lucy Kirkwood. Royal Court Theatre di Londra (2016), Samuel J. Friedman Theatre di Broadway (2017)
- Chi ha paura di Virginia Woolf? di Edward Albee, con Imelda Staunton. Harold Pinter Theatre di Londra (2017)
- John di Annie Baker. National Theatre di Londra (2018)
- La notte dell'iguana di Tennessee Williams, con Clive Owen. Noël Coward Theatre di Londra (2019)
- Infinite Life di Annie Baker. National Theatre di Londra (2023)
- Aspettando Godot di Samuel Beckett. Haymarket Theatre di Londra (2024)